# John Linn
John Blair Linn (Shippensburg, 14 marzo 1777 – Filadelfia, 30 ottobre 1804) è stato uno scrittore statunitense.
Fu autore di tre poemi: 
- La morte di George Washington (1800)
- Il potere del Genio (1801)
- Valeriano (postumo, 1805)